# Internationalist
Internationalist è il terzo album in studio del gruppo musicale australiano Powderfinger, pubblicato nel 1998.

## Tracce
1. Hindley Street – 3:41
2. Belter – 4:13
3. The Day You Come – 4:00
4. Already Gone – 3:28
5. Passenger – 4:20
6. Don't Wanna Be Left Out – 2:12
7. Good-Day Ray – 1:58
8. Trading Places – 4:27
9. Private Man – 3:40
10. Celebrity Head – 2:20
11. Over My Head – 1:36
12. Capoicity – 5:44
13. Lemon Sunrise – 3:34

## Formazione
- Bernard Fanning – voce, chitarra, piano, tastiera
- Darren Middleton – chitarra, cori, piano, tastiera, voce (11)
- John Collins – basso, organo, cori
- Ian Haug – chitarra, battimani, cori
- Jon Coghill – batteria, percussioni, battimani, cori
- Tiddas – cori

## Premi
- ARIA Awards
  - 1999: "Best Cover Art", "Best Rock Album", "Album of the Year", "Single of the Year" (The Day You Come)